# Archiv der Jugendkulturen
L'Archiv der Jugendkulturen és una associació sense afany de lucre amb seu a Berlín l'objectiu de la qual és recollir, investigar i comunicar coneixements sobre cultures i entorns de vida juvenils. Això passa per aplegar i arxivar testimonis autèntics de tribus urbanes, cultura popular i subcultures, així com per inventariar i avaluar la literatura científica sobre la qüestió.
L'Archiv der Jugendkulturen també realitza projectes de recerca, participa en conferències especialitzades, esdeveniments educatius i processos de mediació.

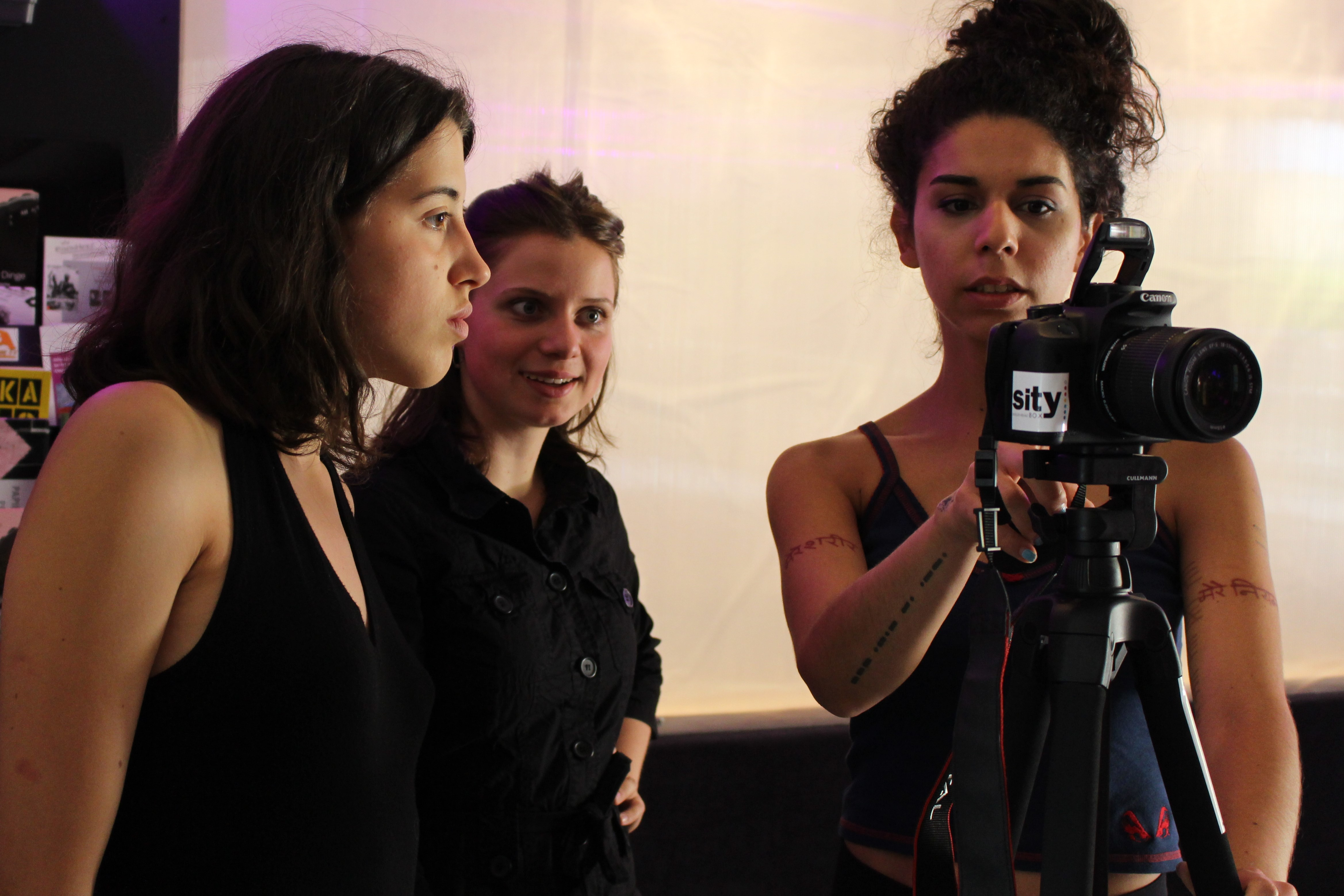
Fotografia d'un taller a l'arxiu de cultures juvenils

L'àrea de la biblioteca i l'arxiu, ubicada al barri de Kreuzberg, conté una àmplia col·lecció de revistes, llibres, material tèxtil, cartells, àudios, vídeos, xapes i adhesius. A més disposa de la col·lecció de fanzins més gran d'Europa i d'una sala de lectura. Des de l'any 2016 també compta amb un catàleg d'accés públic en línia. Els centre d'interès de l'arxiu són les escenes punk, techno, metal, skinhead, el futbol, el grafit i també contextos subculturals queer-feministes.
L'educació política ha estat un camp d'activitat important per a l'Archiv der Jugendkulturen tant de manera independent com en col·laboració amb altres institucions científiques.